# 王尚旭
王尚旭（1962年—），北京人，汉族，中华人民共和国政治人物、第十一届全国政协委员。
担任中国石油大学（北京）资源与信息学院信息科学与地球物理系主任。2008年，当选第十一届全国政协委员，代表无党派人士，分入第十五组。2018年1月，当选第十三届全国政协委员。